# 666
666(육백육십육)은 665보다 크고 667보다 작은 자연수다.

## 수학
- 합성수로, 그 약수는 총 12개다. (1, 2, 3, 6, 9, 18, 37, 74, 111, 222, 333, 666)
  - 666의 진약수의 합은 816이므로, 666은 과잉수다.
- 36번째 삼각수다. 앞의 삼각수는 630, 다음 삼각수는 703이다.
  - 1에서 36까지를 모두 더하면 666이 된다. (1 + 2 + 3 + 4 + ... + 35 + 36 = 666)
- 17 이하의 모든 소수들의 제곱의 합이다.[a]
- 회문숫자다.

## 교통
- 666번 교토부도(일본어판)
- 666번 미에현도(일본어판)
- 666번 홋카이도도(일본어판)

## 문화재
- 대한민국의 보물 제666호: 경주 남산 삼릉계 석조여래좌상

## 작품
- 둠 시리즈 게임을 네트워크로 할 때 쓰는 TCP 포트 번호.
- 레밍즈의 스테이지 중 All the 6's ........는 맵 구조가 666 모양으로 되어 있는 스테이지.
- 《666》: N.EX.T의 6번째 정규 음반.

## 기타
- 연도: 666년, 기원전 666년
- 666 공포증
- 기독교에서는 666을 짐승의 숫자로 부른다.[1] (요한 묵시록 13:18)
- 로마 숫자로 썼을 때, 666 (DCLXVI)은 1에서 500을 나타내는 여섯 글자가 모두 한번씩 크기의 역순으로 나타난다. (D = 500, C = 100, L = 50, X = 10, V = 5, I = 1).

## 같이 보기
- 수비학

### 내용주
1. ↑  22 + 32 + 52 + 72 + 112 + 132 + 172 = 4 + 9 + 25 + 49 + 121 + 169 + 289 = 666

### 참조주
1. ↑  누구든지 이 표(666)를 가진 자 외에는 매매를 못하게 하니 이 표는 곧 짐승의 이름이나 그 이름의 수라 지혜가 여기 있으니 총명한 자는 그 짐승의 수를 세어 보라 그것은 사람의 수니 그의 수는 육백육십육이니라--요한계시록 13:17~18